# Зелёный Гай (Черниговский район)
Зелёный Гай (укр. Зелений Гай, до 2024 года — Перше Травня) — село,
Ивашковский сельский совет,
Черниговский район,
Черниговская область,
Украина.
Код КОАТУУ — 7421484404. Население по переписи 2001 года составляло 33 человека.

## Географическое положение
Село Перше Травня находится на расстоянии в 2,5 км от села Новое и в 3,5 км от села Ивашковка.